# Polycentropus galharada
Polycentropus galharada – gatunek chruścika z rodziny przyocznicowatych i podrodziny Polycentropodinae.
Gatunek ten opisany został po raz pierwszy w 2011 roku przez Stevena W. Hamiltona i Ralpha W. Holzenthala na łamach „ZooKeys”. Jako lokalizację typową wskazano Rio Galharada w Parque Estadual de Campos do Jordão w brazylijskim stanie São Paulo. Epitet gatunkowy pochodzi od lokalizacji.
Chruścik o ciemnobrązowym do czarnego ciele i odnóżach. Skrzydło przednie osiąga od 7,5 do 8 mm długości. Brak na skrzydle łatek z jaśniejszych szczecinek, dominują delikatne szczecinki czarne. Odwłok samca ma prawie trójkątne w widoku bocznym, a w widoku brzusznym kwadratowe z prostymi bokami i lekko wklęśniętym brzegiem tylnym dziewiąte sternum.  Bardzo długa, znacznie dłuższa niż wysokość odwłoka, lekko dobrzusznośrodkowo zakrzywiona, w widoku grzbietowym na niemal całej długości równośrednicowa i tylko u szczytu stopniowo zwężona przysadka pośrednia ma nieco rozdętą nasadę. Przysadka preanalna ma przeciętnie długi, palcowaty, u szczytu lekko nabrzmiały i zaokrąglony wyrostek mezolateralny połączony wąsko podstawą z grzbietową częścią palcowatego, dobrzusznie skierowanego wyrostka mezowentralnego tejże przysadki. Przysadka dolna jest w widoku brzusznym szeroka u podstawy, smukła u szczytu, kątowo ścięta na wierzchołku i zaopatrzona w wydatny kolec kaudalnomezalny, z kolei w widoku bocznym długa, nieco trójkątna, o zaostrzonym poniżej ogonowego wcięcia brzegu tylno-brzusznym, niskiej, dwukrotnie płytko wykrojonej, zaopatrzonej w wierzchołkowo-brzuszny szpic flance grzbietowo-bocznej oraz wąskim i zaostrzonym, pośrodkowo umieszczonym kolcu mezowentralnym. Przeciętnie krótka fallobaza ma wąski w widoku bocznym wyrostek wierzchołkowo-brzuszny o dwóch wierzchołkach, dość szerokie pasmo zesklerotyzowane endoteki i wąski w widoku grzbietowym skleryt fallotremy. Y-kształtny skleryt subfalliczny ma nóżkę z szerokimi wypustkami bocznymi i długie ramiona.
Owad neotropikalny, endemiczny dla Brazylii.